# Isotes spilothorax
Isotes spilothorax is een keversoort uit de familie bladkevers (Chrysomelidae). De wetenschappelijke naam van de soort werd in 1875 gepubliceerd door Edgar von Harold.